# Маршан, Брэд
Брэдли Кевин Маршан (англ. Bradley Kevin Marchand; род. 11 мая 1988 в Галифаксе) — канадский хоккеист, левый крайний нападающий клуба НХЛ «Флорида Пантерз», за который выступает с 2025 года. Двукратный обладатель Кубка Стэнли (2011, 2025). Чемпион мира 2016 года в составе сборной Канады.

## Игровая карьера

### Бостон Брюинз

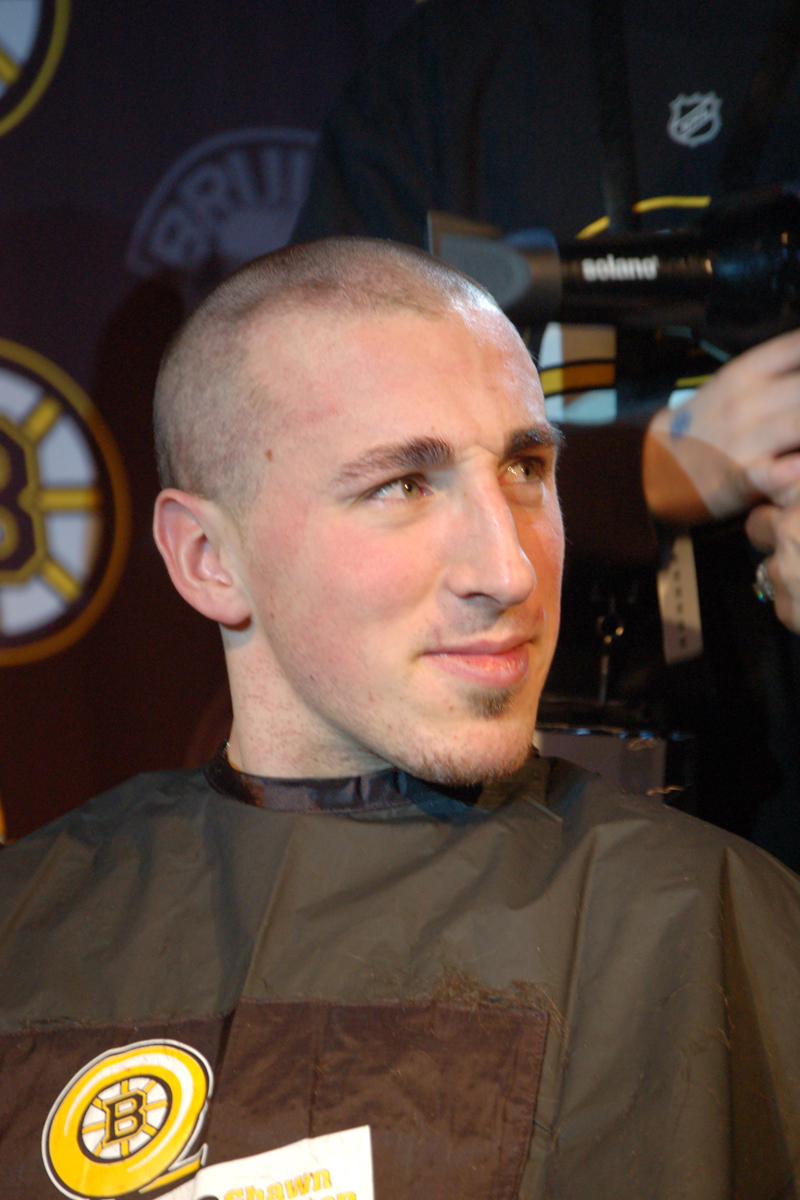
2008 год

В НХЛ дебютировал 21 октября 2009 года в игре против «Нэшвилл Предаторз». Первую шайбу забросил только в следующем сезоне — 3 ноября 2010 года в ворота «Баффало Сэйбрз». Пять раз за карьеру забрасывал более 30 шайб за сезон. Наиболее успешно провёл сезон 2018/19 — 36 шайб и 64 передачи (100 очков) в 79 матчах.
Лидирует среди всех действующих хоккеистов НХЛ по количеству заброшенных шайб и набранных очков в меньшинстве. За всю историю лиги входит в топ-15 по заброшенным шайбам и очкам в меньшинстве. Занимает 4-е место в истории НХЛ по голам в овертаймах, уступая только Александру Овечкину, Сидни Кросби и Яромиру Ягру. Один из лучших среди действующих хоккеистов НХЛ по показателю +/- за карьеру.
За карьеру сделал 6 хет-триков в НХЛ. Первый — 23 декабря 2011 года в ворота «Флориды Пантерз» (8:0). Последний — 3 декабря 2023 года в ворота «Коламбус Блю Джекетс» (3:1, все голы за 5 минут и 50 секунд третьего периода).
Перед сезоном 2023/24 стал капитаном «Брюинз» после того, как завершил карьеру Патрис Бержерон.
18 ноября 2023 года в матче против «Монреаль Канадиенс» (5:2) сделал 500-ю передачу в регулярных сезонах НХЛ.
13 февраля 2024 года сыграл 1000-й матч в регулярных сезонах НХЛ.
7 марта 2025 года был обменян во «Флориду Пантерз» на условный выбор во втором раунде драфта 2027 года. «Брюинз» удержали 50% зарплаты Маршана. Всего провёл за «Брюинз» 1090 матчей и набрал 976 очков (422+554). В плей-офф набрал 138 очков (56+82) в 157 матчах.

### Флорида Пантерз
Дебютировал в составе «Пантерз» 28 марта 2025 года в матче против «Юты» (2:1 ОТ), сделав голевую передачу на Сэма Беннетта, забившего победную шайбу в овертайме. 
В плей-офф Кубка Стэнли 2025 года был одним из лидеров «Пантерз», набрав 20 очков (10+10) в 23 матчах при показателе полезности +17. В финальной серии против «Эдмонтон Ойлерз» Маршан забросил шайбу в большинстве в первом матче, но «Пантерз» уступили в овертайме 3:4. Во втором матче Маршан забил в меньшинстве во втором периоде и вывел «Флориду» вперёд (4:3), но Кори Перри сравнял счёт за 18 секунд до конца третьего периода. Во втором овертайме Маршан забил победную шайбу. В третьем матче Маршан открыл счёт на первой минуте, «Пантерз» уверенно победили 6:1. В пятом матче Маршан забросил две шайбы и помог «Флориде» победить 5:2. В шестом матче «Флорида» выиграла 5:1 и завоевала Кубок Стэнли, который стал вторым в карьере Маршана и первым с 2011 года.

## Достижения
- Победитель QMJHL — 2006

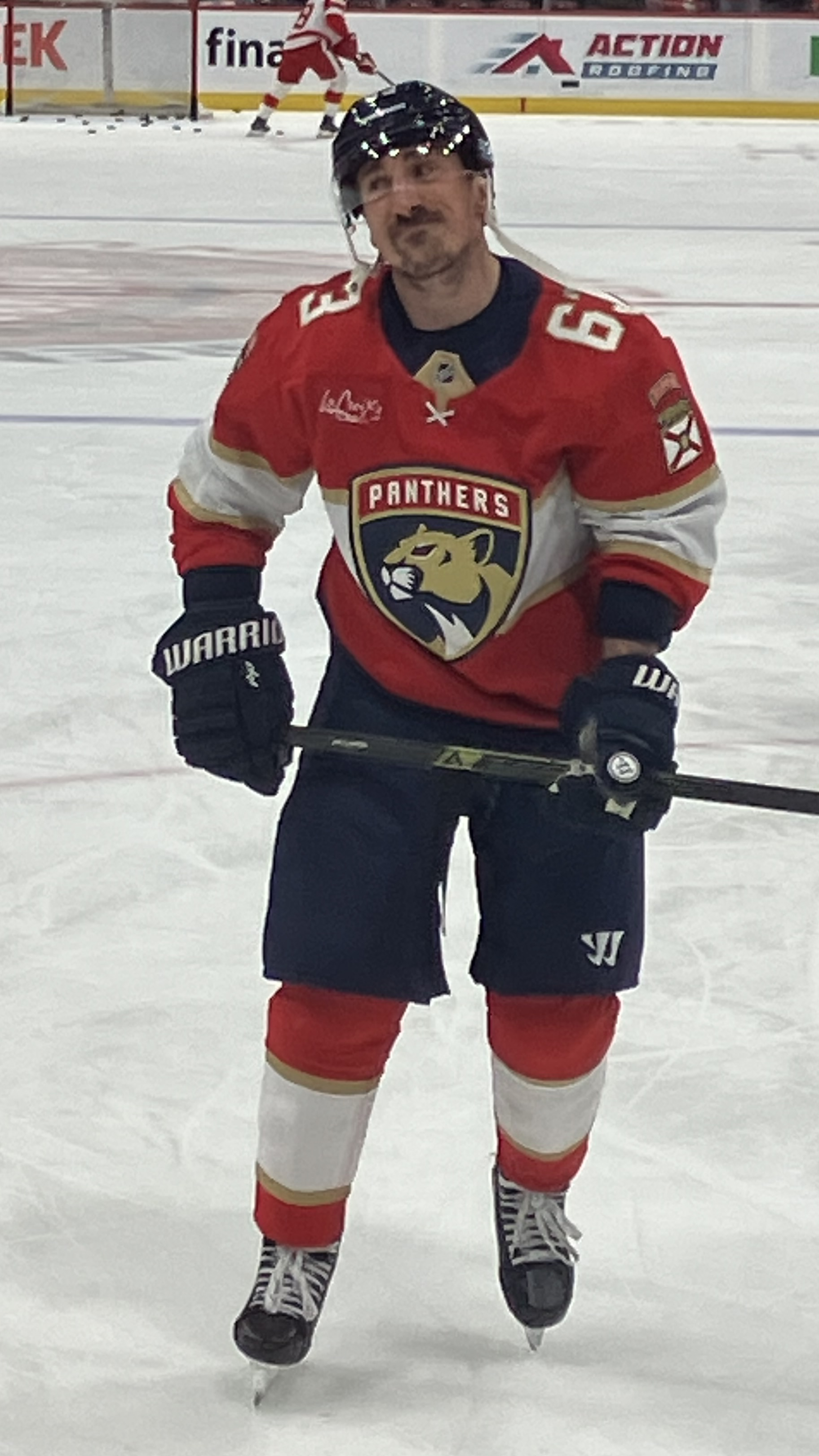
Маршан в составе «Пантерз» в апреле 2025 года

- Победитель молодёжного чемпионата мира — 2007, 2008
- Обладатель Кубка Стэнли — 2011 (Бостон Брюинз), 2025 (Флорида Пантерз)
- Обладатель Президентского Кубка — 2014, 2020, 2023
- Победитель чемпионата мира — 2016
- Обладатель Кубка мира — 2016
- Обладатель Приза принца Уэльского — 2019

## Статистика
| Легенда | Легенда                    | Легенда | Легенда                   | Легенда | Легенда    |
| ------- | -------------------------- | ------- | ------------------------- | ------- | ---------- |
| И       | Количество проведённых игр | Штр     | Штрафное время            | +/−     | Плюс-минус |
| Г       | Голы                       | П       | Голевые передачи          | О       | Очки       |
| -       | Статистика неизвестна      | —       | Статистика не учитывалась |         |            |